# Boye
Boye er et dansk drengenavn, der stammer fra frisisk og tidligere fra oldsaksisk Boio. Navnet betyder "boende" og svarer til Bo, der stammer fra oldnordisk. 
Andre former, der anvendes på dansk, er: Bøje, Boje og Boie. I Danmark er der under tusinde, der har et af disse navne. Boye og de øvrige former forekommer endvidere som mellem- eller efternavne i Danmark.

## Kendte personer med navnet
- Morten Boje Hviid, dansk socialdemokratisk spindoktor.
- Bøje Taagaard Nielsen, dansk storentreprenør.
- Boje Lundgaard, dansk arkitekt og professor.
- Bo Boje Skovhus, dansk operasanger.
- Boje Estermann, dansk designer og indretningsarkitekt

## Kendte personer med navnet som efternavn
- Adolph Engelbert Boye, forfatter.
- Anker Boye, forhenværende borgmester i Odense.
- Caspar Johannes Boye, præst og digter.
- Engelbreth Boye, skolemand.
- Ib Boye, dansk journalist.
- Jan Boye, læge og forhenværende borgmester i Odense.
- Johannes Boye, dansk filosof.
- Torben Boye, forhenværende dansk fodboldspiller.
- Vilhelm Boye, arkæolog.

## Navnet anvendt i fiktionen
- En reklamekampagne for rederiet Scandlines havde som hovedpersoner to måger ved navn Kaj og Bøje.